# Xyela pumilae
Xyela pumilae (лат.) — вид перепончатокрылых насекомых рода Xyela из семейства пилильщиков Xyelidae. Япония. Субальпийская зона на острове Хоккайдо. Мелкие пилильщики, длина около 4 мм. Голова жёлтая с буровато-чёрными отметинами. Ложногусеницы питаются предположительно на сосне стланиковой (Pinus pumila).